# Sydfyn
Sydfyn er den sydlige del af Fyn. Det sydfynske område et ca. 15 km bredt bånd langs Fyns sydkyst mellem Faaborg og Lundeborg  
Mod syd ligger det Sydfynske Øhav med sine 55 øer og småøer. Øerne Tåsinge og Thurø er de største og begge med broforbindelse til fastlandet.
Den centrale by i området er Svendborg. Området er kendt for sin maritime tilknytning. Med sin placering ved Svendborgsund og den centrale beliggenhed i forhold til Østersøens havnebyer er Svendborg blevet præget af søfart og sejlads i århundreder. Lokalhistorisk vidner jættestuer og stendysser, samt mange herregårde og slotte, om fortiden.
Et eksempel på en jættestue er Hulbjerg-jættestuen 200 m øst for Søgård. Den ligger højt på en bakke og er Langelands bedst bevarede jættestue.
Området Sydøstfyn er navnlig kendt for sine mange slotte og herregårde. 
Nogle af de sydfynske historier handler også om de berømte fynbomalere. Kunstmuseet i Fåborg repræsenterer en stor samling af de fynske malere. Naturen har altid været et yndet motiv for kunstnere, og på Fyn var det først og fremmest de vilde og kuperede Svanninge Bakker, der trak. Et kendt værk med dette motiv er fynbomaleren Fritz Sybergs hovedværk "Aftenleg i Svanninge Bakker" fra 1900.
Den mere end 200 km lange vandrevej Øhavsstien strækker sig gennem den sydlige del af Fyn fra Falsled i vest til Lundeborg i øst og fortsætter derudover til Tåsinge, Ærø og Langeland.